# Hisaki Nagamine
Hisaki Nagamine (jap. 長峯 寿樹, * 29. April 1997 in Kijimadaira) ist ein japanischer Skispringer und ehemaliger Nordischer Kombinierer.
Nagamine nahm mehrfach an Nordischen Junioren-Skiweltmeisterschaften teil, ein Medaillengewinn gelang ihm jedoch nicht. Sein bestes Resultat war der sechste Platz im Teamwettbewerb gemeinsam mit Yoshihiro Kimura, Yuto Nakamura und Ryota Yamamoto 2015 in Almaty. In Einzelwettkämpfen stellt der siebte Rang im Gundersen-Wettkampf von der Normalschanze mit einer sich daran anschließenden Langlaufdistanz über fünf Kilometer bei den Junioren-Skiweltmeisterschaften 2017 in Soldier Hollow sein bestes Ergebnis dar. Seinen ersten Wettkampf im Continental Cup der Nordischen Kombination hatte er zuvor bereits am 6. März 2015 im russischen Tschaikowski absolviert. Sein bislang bestes Ergebnis in dieser Wettbewerbsserie erreichte er am 15. Januar 2017 in Kuusamo als Sechster. Am 10. Februar 2017 folgte in Sapporo sein Debüt im Weltcup mit einem 21. Rang.
| Saison  | Platz | Punkte |
| ------- | ----- | ------ |
| 2016/17 | 54.   | 18     |

| Saison  | Platz | Punkte |
| ------- | ----- | ------ |
| 2014/15 | 63.   | 32     |
| 2015/16 | 67.   | 38     |
| 2016/17 | 39.   | 87     |

| Saison | Platz | Punkte |
| ------ | ----- | ------ |
| 2017   | 60.   | 03     |